# Lluís Ferrer Arbona
Lluís Ferrer Arbona va ser un polític mallorquí que ocupà la batlia de Palma
La seva ideologia s'identificava amb el republicanisme conservador. A les eleccions de 1931 va ser elegit regidor a l'ajuntament de la capital mallorquina. El 17 d'octubre de 1934 va ser nomenat president de la comissió gestora (integrada per verguistes, radicals, regionalistes i cedistes) que regia la corporació. El governador civil havia suspès els regidors d'esquerres, entre ells el batle Emili Darder, arran dels Fets d'Octubre.
Durant el seu govern a la ciutat de Palma s'inaugurà un dispensari de maternitat i es va construir l'escola Jaume I. En la qüestió urbanística va continuar les obres de l'Eixample, la canalització d'aigües i el clavegueram. També va posar en marxa un servei d'assistència sanitària a domicili.
El febrer de 1936 va retornar la batlia a Emili Darder quan els regidors esquerrans foren rehabilitats. Ferrer continuà amb el seu càrrec fins a l'aixecament del 19 de juliol.
| Precedit per: Emili Darder | Batle de Palma 1934-1936 | Succeït per: Emili Darder |